# Alter (SQL)
Een ALTER-opdracht in SQL wordt gebruikt om een bestaand database-object te wijzigen. Met een ALTER worden de eigenschappen van een object in een relationele database gewijzigd. De beschikbare typen objecten is afhankelijk van welk databasesysteem wordt gebruikt
Gebruik:
```
ALTER objecttype objectnaam parameters;
```

## Voorbeelden
Om de kolom 'dienstjaren' toe te voegen aan de tabel 'medewerkers' gebruikt men:
```
 
ALTER
 
TABLE
 
medewerkers
 
ADD
 
dienstjaren
 
INTEGER
;

```

Deze kolom verwijderen gaat met:
```
 
ALTER
 
TABLE
 
medewerkers
 
DROP
 
COLUMN
 
dienstjaren
;

```

Om een stored procedure te wijzigen gaat met:
```
 
ALTER
 
PROCEDURE
 
AlleMedewerkers

 
AS

 
SELECT
 
*
 
FROM
 
medewerkers

 
ORDER
 
BY
 
voornaam
 
ASC
;

```